# 馬爾滕齊
50°46′2″N 34°21′37″E / 50.76722°N 34.36028°E
馬爾滕齊（烏克蘭語：Мартинці）是位於烏克蘭東北部的村莊，由蘇梅州蘇梅區的萊貝丁市鎮負責管轄。該村處於格倫河右岸，距離帕夫倫科韋1.5公里，海拔高度163米，2001年人口26。